# Monkey and Another, Boxing
Monkey and Another, Boxing foi um filme mudo estadunidense em curta-metragem, uma produção experimental realizada pelo Edison Studios, de Thomas Edison, em 1891. Foi dirigido por William K.L. Dickson e William Heise, e mostra dois macacos lutando. É uma das mais antigas produções da história do cinema mas, atualmente, considera-se como um filme perdido.